# Décembre 1957

## Évènements
- Syrie : le parti Ba'ath rédige un projet d’union avec l'Égypte.

- 2 décembre, Indonésie : en riposte, le « Comité pour la libération de l’Irian » déclenche une grève générale. De nombreux ressortissants hollandais sont rapatriés. Les entreprises occupées par les travailleurs et les plantations qui étaient des propriétés hollandaises sont placées sous le contrôle du gouvernement de Jakarta. Le gouvernement multiplie des démarches pour se procurer à l’étranger des armes et des navires pour mettre fin au monopole de fait des sociétés hollandaises de navigation.

- 6 décembre : premier vol de l'avion de ligne Lockheed L-188 Electra.

- 8 et 22 décembre[1] : premières élections libres au Congo belge (élections municipales à Léopoldville, Elisabethville et Jadotville).

- 10 décembre : premier vol de l'avion italien Aermacchi MB-326.

- 12 décembre :
  - France : l’Assemblée reconduit la loi sur les pouvoirs spéciaux en Algérie et en métropole.
  - Nouveau record du monde de vitesse établi à 1 943,5 km/h par le commandant Adrian E. Drew à bord d'un McDonnell F-101 Voodoo[2].

- 15 décembre : plébiscite confirmant le pouvoir de Marcos Pérez Jiménez au Venezuela.

- 16 décembre : premier vol de l'avion de transport soviétique Antonov An-12.

- 19 décembre : clôture à Paris de la première conférence au sommet de l’OTAN. Les chefs de gouvernement réaffirment les principes et les buts de l'Alliance atlantique. Les pays européens acceptent l’installation sur leur territoire de bases de fusées américaines.

- 21 décembre : Ramón Villeda Morales, élu président au Honduras (fin en 1963). Il tente d’imposer une réforme agraire.

- 26 décembre : conférence afro-asiatique du Caire. Réaffirmation des principes de Bandung. Il est décidé que l'Union soviétique ferait partie du Conseil permanent (1er janvier 1958).

- 27 - 31 décembre : le huitième congrès de la Fédération des étudiants d'Afrique noire en France (FEANF) adopte une résolution qui déclare que l’indépendance doit être conquise par une lutte révolutionnaire des masses populaires africaines[3].

## Naissances
- 4 décembre : Jean-Jacques Amsellem, réalisateur de télévision français.
- 7 décembre : John Lee Ka-chiu, Premier secrétaire de l'administration de Hong Kong.
- 10 décembre : Nancy Karetak-Lindell, femme politique.
- 12 décembre : 
  - Robert Lepage, metteur en scène.
  - Aïssata Tall Sall, femme politique sénégalaise.
- 13 décembre : Steve Buscemi, acteur et réalisateur américain.
- 19 décembre : Michael E. Fossum, astronaute américain.
- 20 décembre : 
  - Anita Baker, chanteuse américaine.
  - Bruce Stanton, homme politique fédéral.
- 22 décembre : Carole James, chef du Nouveau Parti démocratique de la Colombie-Britannique.
- 24 décembre : Jérôme Beau, évêque catholique français, évêque auxiliaire de Paris.
- 25 décembre : Shane MacGowan, chanteur et compositeur irlandais († 30 novembre 2023).
- 26 décembre : Mike South réalisateur américain.
- 29 décembre : Louis Bodin, météorologue et présentateur de météo français.
- 30 décembre : Sato Kilman, homme politique vanuatais.
- dates inconnues : 
  - Andrei Kolkoutine peintre.
  - François Gabin peintre.

## Décès
- 10 décembre : Roland Fairbairn McWilliams, lieutenant-gouverneur du Manitoba.
- 25 décembre : Charles Pathé, cinéaste français.
- 29 décembre : 
  - Ernie Henry, saxophoniste de jazz américain (° 3 septembre 1926).
  - Humphrey Thomas Walwyn, gouverneur de Terre-Neuve.